# Wartturmviertel (Hof)

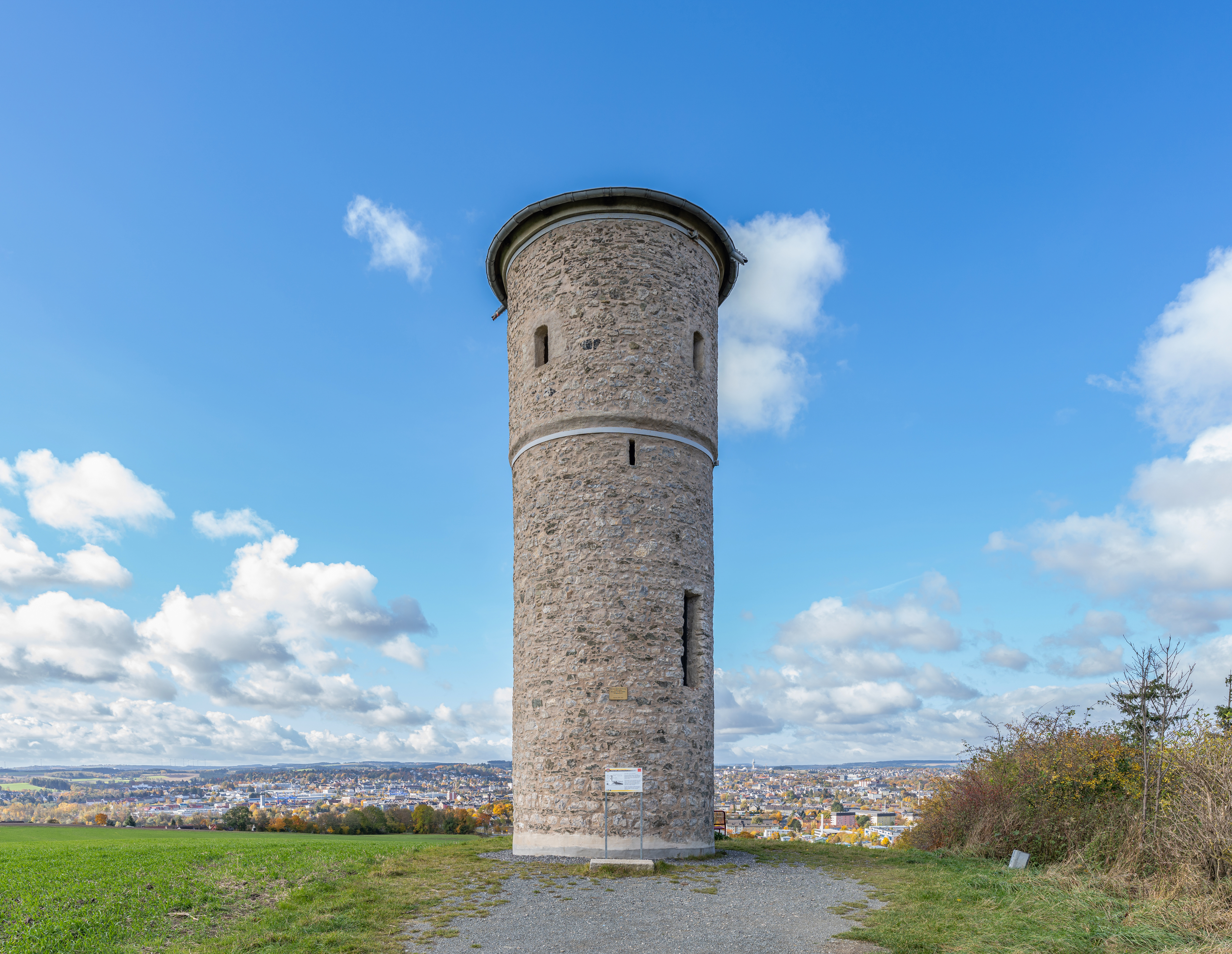
Wartturm auf dem Wartberg bei Hof

Das Tierheim in Erlalohe

Das Wartturmviertel ist ein Stadtteil der kreisfreien Stadt Hof in Bayern.

## Lage
Das Wartturmviertel liegt im Osten der Stadt, unterhalb des Wartturms. Im Süden grenzt die Gemeinde Döhlau an. Im Stadtteil liegen die Gemarkungen Erlahohe und Petersziegelei, wobei der südliche Teil des ehemaligen Ortes ein Teil der Gemeinde Döhlau ist. 

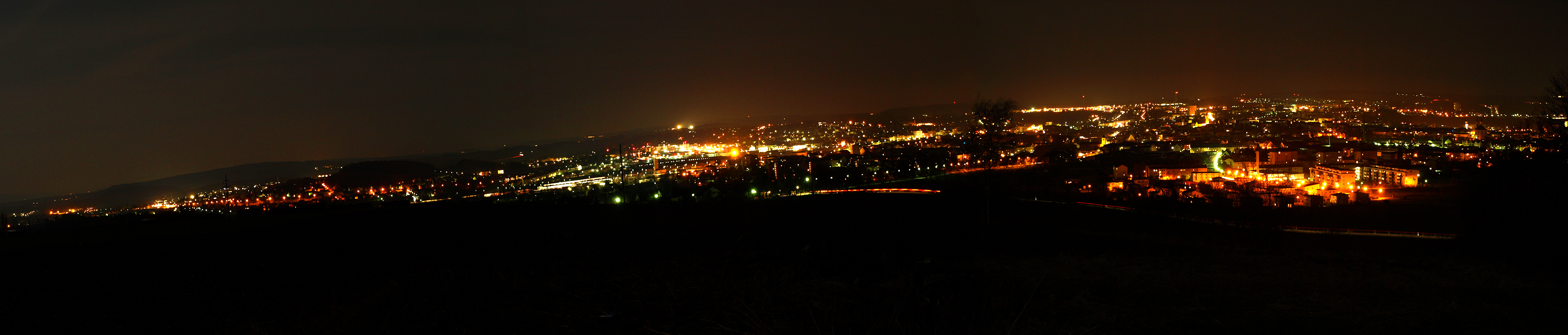
Hof – Panorama bei Nacht vom Wartturm

## Kultur und öffentliche Einrichtungen
Der  Wartturm ist ein Turm aus dem 15. Jahrhundert. Heute ist er ein beliebter Aussichtsturm, von dem man in Richtung Westen das Stadtgebiet sieht.
Im Stadtteil befindet sich das Stadion Grüne Au, das Platz für 8100 Besucher bietet. Das Fußballstadion ist seit seiner Erbauung 1913 Spielstätte des FC Bayern Hof, jetzt SpVgg Bayern Hof.
An der Leimitzer Straße liegt der Städtische Bauhof der Stadt Hof,  dem die Wache 2 der Freiwilligen Feuerwehr Hof mit einem Tanklöschfahrzeug angegliedert ist.
In Erlalohe befindet sich das Tierheim der Stadt Hof.